# Mosso Santa Maria

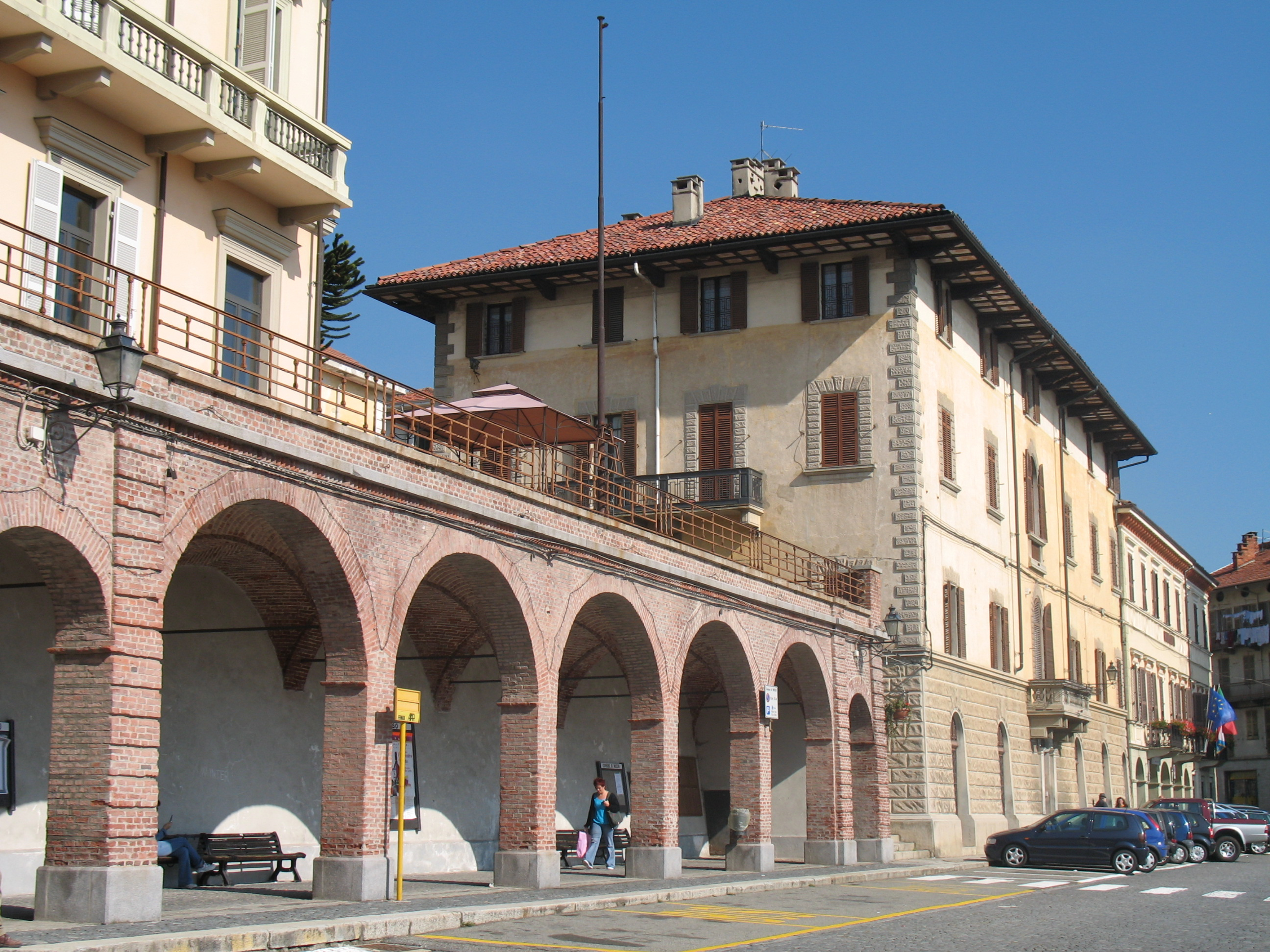
Il portico sulla piazza centrale

Mosso Santa Maria è un centro abitato del comune di Valdilana, nella provincia di Biella, in Piemonte.
Fino al 1999 ha costituito un comune autonomo di 13,5 km², prima di fondersi con Pistolesa nel comune di Mosso.

## Storia
A partire dal 1742 il paese si rende autonomo dal comune di Mosso, dal cui territorio si scorporano anche i paesi di Valle Superiore Mosso, Pistolesa, Croce di Mosso ed altri. Nel 1776 Il paese divenne capoluogo del mandamento di Mosso che comprendeva anche i territori dei Valle Superiore Mosso, Pistolesa e Croce di Mosso.
Nel 1938 al comune venne aggregato con Regio decreto il comune di Valle Superiore Mosso, mentre nel 1992 avvenne il passaggio dalla provincia di Vercelli alla neocostituita provincia di Biella.
Il 1º gennaio 1999 Mosso Santa Maria si fuse con il comune di Pistolesa per dare vita al comune di Mosso, il quale a sua volta è confluito vent'anni dopo con i vicini comuni di Soprana, Trivero e Valle Mosso nel nuovo comune di Valdilana.

### Simboli
Lo stemma e il gonfalone erano stati concessi con DPR del 16 febbraio 1955.
Il gonfalone era un drappo partito di azzurro e di giallo.

## Società

### Evoluzione demografica
Abitanti censiti